# Abbaye de Mount Michael
L'abbaye de Mount Michael (littéralement : abbaye du Mont-Saint-Michel) est une abbaye bénédictine appartenant à la congrégation helvéto-américaine, au sein de la confédération bénédictine. Elle se trouve aux États-Unis à Elkhorn (Nebraska).

## Histoire
Le père-abbé de l'abbaye de Conception, Stephen Chambler, osb, cherchait un lieu pour accueillir son séminaire mineur qui manquait de place.
Il fut mis en relation avec Mr Rex Olson qui possédait une ferme avec un vaste domaine dans le Nebraska et c'est ainsi que le 14 mai 1953 naquit Mount Michael, nommé en l'honneur de l'archange saint Michel, défenseur de l'Église. Mount Michael devient prieuré indépendant en 1956, avec un séminaire, St. John's Seminary, qui devient faute de vocations une école secondaire en 1970. Mount Michael est érigé en abbaye en 1964.
Son premier abbé, le T.R.P. Raphaël Walsh, bon joueur de golf, accompagne pendant vingt-cinq ans le développement de la communauté. Il est aujourd'hui à la tête de la Mount Michael High School. Mount Michael compte aujourd'hui 25 moines. Le père-abbé actuel est Michael Liebl, osb.